# Raphidiocystis chrysocoma
Raphidiocystis chrysocoma är en gurkväxtart som först beskrevs av Heinrich Christian Friedrich Schumacher, och fick sitt nu gällande namn av John Frederick Jeffrey. Raphidiocystis chrysocoma ingår i släktet Raphidiocystis och familjen gurkväxter. Inga underarter finns listade i Catalogue of Life.